# Richard Witschge
Richard Witschge (født 20. september 1969 i Amsterdam, Holland) er en tidligere hollandsk fodboldspiller, der spillede som midtbanespiller hos flere forskellige klubber, samt for Hollands landshold. Af hans klubber kan blandt andet nævnes Ajax Amsterdam i hjemlandet, spanske FC Barcelona samt Girondins Bordeaux i Frankrig.
Witschge er lillebror til en anden tidligere hollandsk fodboldspiller, Rob Witschge, som han spillede sammen med hos både Ajax Amsterdam og på landsholdet.

## Landshold
Witschge spillede i årene mellem 1990 og 2000 31 kampe for Hollands landshold, hvori han scorede et enkelt mål. Han repræsenterede sit land ved VM i 1990 og EM i 1996.